# Кампиљиони (Фиренца)
Кампиљиони је насеље у Италији у округу Фиренца, региону Тоскана.
Према процени из 2011. у насељу је живело 2 становника. Насеље се налази на надморској висини од 774 м.